# مشروع غاز الدولفين
مشروع غاز الدلفين هو مشروع الغاز الطبيعي في قطر والإمارات العربية المتحدة وسلطنة عمان. هو أول مشروع لنقل الغاز المكرر عبر الحدود في مجلس التعاون الخليجي وأكبر مشروع يتعلق بالطاقة في المنطقة.

## التاريخ
تم تصميم خط أنابيب غاز الدولفين في عام 1999 لإنتاج الغاز الطبيعي ونقله من حقل غاز الشمال القطري إلى الإمارات العربية المتحدة وسلطنة عمان.

## الوصف التقني
يشمل المشروع:
- تطوير آبار الغاز وتركيب منصتين في حقل الشمال القطري.
- اثنين من الخطوط البحرية المتعددة المراحل من رؤوس الآبار إلى محطة المعالجة.
- معالجة الغاز وضغط الغاز في راس لفان في قطر.
- خطوط الأنابيب البحرية من رأس لفان إلى الطويلة في دولة الإمارات العربية المتحدة.
- مرافق استقبال الغاز في الطويلة.

بالإضافة إلى ذلك يتم تخطيط إمدادات الغاز من قطر إلى سلطنة عمان من خلال خط أنابيب العين - الفجيرة الذي يعتبر رسميا مشروعا منفصلا.
تبلغ التكاليف الإجمالية للمشروع 7 بلايين دولار أمريكي منها 3,5 بليون دولار من التكاليف لخط الأنابيب البحري.

### مرافق الحقول الشمالية
تم تصميم مرافق حقل الشمال من قبل فوستر ويلر سوفريسيد. تم الانتهاء من بئر التقييم الأول في أبريل 2002 وتم الانتهاء من بئر التقييم الثاني في يونيو 2002. تم إنشاء المنصات البحرية بواسطة شركة راي مكدرموت ميدل إيست. تم إنتاج أول غاز من الآبار في 25 يونيو 2007.

### الخطوط البحرية
تم تصميم وتركيب الخطين البحريين المغلفين بقطر 36 بوصة (910 مم) لنقل تيار الإنتاج من رؤوس الآبار إلى مصنع رأس لفان للتجهيز من قبل سايبم وهي شركة تابعة لشركة إني. تم وضع الخطوط البحرية الطويلة التي يبلغ طولها 80 كيلومتر (50 ميل) في عام 2006.

### مصنع رأس لفان للتجهيز
يقع مصنع معالجة وضغط الغاز في رأس لفان عند . تم تصميمه من قبل جاي جي سي الشرق الأوسط وهي شركة تابعة لشركة جاي جي سي. تعتبر رأس لفان أكبر محطة لتجهيز الغاز في العالم. تدار قطارات الضغط الستة بقدرة 52 ميغاواط توربينات الغاز التي توفرها رولز رويس القابضة. بدأ إنتاج المصنع في عام 2006 ويضغط ما يصل إلى ملياري قدم مكعب يوميا (57 مليون متر مكعب يوميا) من غاز الميثان المكرر. يتم بيع المكثفات الثانوية والبروبان والبوتان في الأسواق الفورية في حين يتم توريد الإيثان إلى قطر للبترول.

### خط أنابيب التصدير
تم تصميم خط الأنابيب البحري من رأس لفان إلى الطويلة في الإمارات العربية المتحدة من قبل سايبم وهي شركة مقاولات إيطالية لصناعة النفط والغاز وتم تزويد الأنابيب من مجموعة ميتسوي اليابانية. خط الأنابيب 48 بوصة (1200 مم) لديه القدرة على تصدير 33 مليار متر مكعب من الغاز الطبيعي سنويا (1.2 تريليون قدم مكعب). اعترضت المملكة العربية السعودية على بناء خط الأنابيب بسبب النزاع الحدودي بين السعودية والإمارات العربية المتحدة ولكن تم بناء خط الأنابيب.

## منشآت استقبال الطويلة
تم تشييد منشآت استقبال الغاز في الطويلة على مقربة من محطة الطويلة للطاقة وتضم ثلاث قطارات موازية لاستقبال الغاز والمعدات المرتبطة بها ومرافق القياس والتحكم في المباني والمستودعات وخطوط الأنابيب المترابطة إلى محطات الطويلة للطاقة وخط أنابيب المقطة-جبل علي. تم تصميم هذه المرافق من قبل شركة تكنيب أبوظبي وشركة الجابر لخدمات الطاقة في دولة الإمارات العربية المتحدة. تم الانتهاء من البناء في عام 2006.

### العين - خط أنابيب غاز الفجيرة
خط أنابيب العين - الفجيرة هو خط أنابيب الغاز الطبيعي بطول 182 كيلومتر (113 ميل) طوله 24 بوصة (610 ملم) بسعة 20 مليار متر مكعب من الغاز الطبيعي سنويا. تم إنشاء خط الأنابيب في عام 2003. في 2004-2005 تم تشغيل خط الأنابيب من قبل مؤسسة الإمارات العامة للبترول ومنذ عام 2006 من قبل دولفين للطاقة. حتى عام 2008 يتم استخدام خط الأنابيب لتوريد الغاز الطبيعي العماني إلى محطة الفجيرة للطاقة وتحلية المياه. ابتداء من نوفمبر 2008 يستخدم خط الأنابيب لتصدير الغاز الطبيعي المنتظم من قطر إلى سلطنة عمان.

### خط أنانبيب الغاز الطبيعي الطويلة - الفجيرة
إن خط أنابيب الطويلة - الفجيرة هو قيد الإنشاء بطول 244 كيلومتر (152 ميل) طوله 48 بوصة (1,219 ملم) بين مرافق الطويلة لتلقي الغاز والفجيرة لتغذية محطة الفجيرة الجديدة لتحلية المياه. سوف يكون أطول خط أنابيب للغاز الطبيعي البري في الإمارات العربية المتحدة. دعيت خمس شركات لتقديم عطاءات بحلول 7 مايو 2008 للتصميم والبناء وفي 22 يوليو 2008 منح العقد الذي تبلغ قيمته 418 مليون دولار لشركة سترويترانسغاز. يتم توفير أنابيب خط مغلفة من قبل سالجيتر مانسمان الدولية. بدأ البناء في مارس 2009. في 6 مايو 2010 تم الانتهاء من المرحلة الثانية من خط الأنابيب وبدأت عمليات التسليم من خلال قسم 128 كيلومتر (80 ميل).

## شركة المشروع
تم تطوير المشروع وتشغيله من قبل شركة دولفين للطاقة المحدودة وهي شركة تأسست في أبوظبي. هو المشغل لجميع مراحل المنبع ومنتصف الطريق والمصب من المشروع. شركة دولفين للطاقة مملوكة بنسبة 51٪ من قبل شركة مبادلة للتنمية نيابة عن حكومة أبوظبي و24.5٪ مملوكة من قبل شركة توتال الفرنسية وشركة أوكسيدنتال بتروليوم الأمريكية.